# لوکاس همیلتون
لوکاس همیلتون (انگلیسی: Lucas Hamilton؛ زادهٔ ۱۲ فوریهٔ ۱۹۹۶) دوچرخه‌سوار اهل استرالیا است که در رشته مسابقات جاده‌ای فعالیت می‌کند. از باشگاه‌هایی که در آن بازی کرده است می‌توان به تیم اوریکا–اسکات اشاره کرد.